# BR-251
A BR-251, ou oficialmente Rodovia Júlio Garcia, é uma rodovia transversal brasileira.
Ela estende-se do estado da Bahia até o estado de Mato Grosso. O total de sua extensão é de aproximadamente 1515,2 km. Em geral, apresenta problemas de conservação em vários trechos. É a única rodovia transversal que corta o Distrito Federal.
A BR 251 ainda possui muitos trechos não asfaltados ou não implantados, principalmente no estado de Mato Grosso.
Os trechos já implantados, e mais utilizados, da BR 251 são os que ligam Montes Claros à BR 116 (Rio-Bahia), e o que liga Unaí ao Distrito Federal.

## Traçado e trechos
A rodovia tem o seguinte traçado:
- Ilhéus (BA)
- Buerarema (BA)
- Camacan (BA)
- Potiraguá (BA)
- Pedra Azul (MG)
- Salinas (MG)
- Grão Mogol (MG)
- Francisco Sá (MG)
- Montes Claros (MG)
- Ibiaí (MG)
- Unaí (MG)
- Brasília (DF)
- Rialma (GO)
- Rubiataba (GO)
- Aruanã (GO)
- Nova Xavantina (MT)
- Chapada dos Guimarães (MT)
- Cuiabá (MT)

É trecho das seguintes rodovias:
- BR-101
- BR-116
- BR-122
- BR-365
- BR-135
- BR-158
- BR-080
- BR-414